# مونتيسكودو
مونتيسكودو(بالإيطالية: Montescudo)‏ هي بلدية في مقاطعة ريميني في إقليم إميليا رومانيا في إيطاليا. 

## السكان
في سنة 1861 بلغ عدد السكان 2٬986 نسمة، وتطور العدد ليصل في سنة 2011 لـ 3٬251 نسمة.
يظهر هذا المخطط البياني تطور النمو السكاني لـ مونتيسكودو